# Donji Tovarnik
Donji Tovarnik (cyr. Доњи Товарник) – wieś w Serbii, w Wojwodinie, w okręgu sremskim, w gminie Pećinci. W 2011 roku liczyła 973 mieszkańców.